# Cratocentrus
Genre
Synonymes
Cerachalcis (Masi, 1944)
Cratocentrus est un genre d'insectes hyménoptères de la famille des Chalcididae et de la sous-famille des Chalcidinae. Les espèces sont trouvées en Afrique et en Asie.

## Espèces
- Cratocentrus maculicollis (Masi 1944)
- Cratocentrus decoratus (Klug 1834)
- Cratocentrus fastuosus (Masi 1944)
- Cratocentrus tomentosus
- Cratocentrus pruinosus Steffan 1959
- Cratocentrus ruficornis Cameron 1907
- Cratocentrus birmanus (Masi 1944)

Noms en synonymie
- Cratocentrus argenteopilosus, synonyme de Cratocentrus ruficornis
- Cratocentrus auropilosus, synonyme de Cratocentrus ruficornis
- Cratocentrus bicornutus, synonyme de Cratocentrus ruficornis
- Cratocentrus elegans, synonyme de Cratocentrus ruficornis